# Wielersport op de Olympische Zomerspelen 1952
De wielersport is een van de sporten die beoefend werden tijdens de Olympische Zomerspelen 1952 in Helsinki.

## Heren

### baan

#### tijdrit, 1000 m
| rang   | sporter(s)        | land | tijd      |
| ------ | ----------------- | ---- | --------- |
| Goud   | Russell Mockridge | AUS  | OR 1:11.1 |
| Zilver | Marino Morettini  | ITA  | 1:12.7    |
| Brons  | Raymond Robinson  | RSA  | 1:13.0    |
| 4      | Clodomiro Cortoni | ARG  | 1:13.2    |
| 5      | Donald McKellow   | GBR  | 1:13.3    |
| 6      | Ib Vagn Hansen    | DEN  | 1:14.4    |
| 6      | Ion Ioniţă        | ROU  | 1:14.4    |
| 8      | Jan Hijzelendoorn | NED  | 1:14.5    |

#### sprint, 1000 m
| rang   | sporter(s)         | land | tijd |
| ------ | ------------------ | ---- | ---- |
| Goud   | Enzo Sacchi        | ITA  | 12.0 |
| Zilver | Lionel Cox         | AUS  |      |
| Brons  | Werner Potzernheim | GER  |      |
| 4      | Cyril Peacock      | GBR  |      |
| 4      | Raymond Robinson   | RSA  |      |
| 4      | Béla Szekeres      | HUN  |      |

#### tandem, 2000 m
| rang   | sporter(s)                        | land | tijd |
| ------ | --------------------------------- | ---- | ---- |
| Goud   | Lionel Cox Russell Mockridge      | AUS  | 11.0 |
| Zilver | Raymond Robinson Thomas Shardelow | RSA  |      |
| Brons  | Antonio Maspes Cesare Pinarello   | ITA  |      |
| 4      | Franck Le Normand Robert Vidal    | FRA  | DNS  |
| 5      | Jens Eriksen Olaf Holmstrup       | DEN  |      |
| 5      | Leslie Wilson Alan Bannister      | GBR  |      |
| 5      | István Schillerwein Imre Furmen   | HUN  |      |
| 5      | Colin Dickinson Clarence Simpson  | NZL  |      |

#### ploegachtervolging, 4000 m
| rang   | sporter(s)                                                                | land | tijd   |
| ------ | ------------------------------------------------------------------------- | ---- | ------ |
| Goud   | Marino Morettini Loris Campana Mino de Rossi Guido Messina                | ITA  | 4:46.1 |
| Zilver | Alfred Swift George Estman Robert Fowler Thomas Shardelow                 | RSA  | 4:53.6 |
| Brons  | Ronald Stretton Donald Burgess George Newberry Alan Newton                | GBR  | 4:51.5 |
| 4      | Henri Andrieux Pierre Michel Jean-Maria Joubert Claude Brugerolles        | FRA  | 4:51.9 |
| 5      | Gabriel Glorieux José Pauwels Robert Raymond Paul de Paepe                | BEL  |        |
| 5      | Knud Andersen Edvard Preben Ludgren-Kristensen Jean Hansen Bent Jørgensen | DEN  |        |
| 5      | Jan Plantaz Adri Voorting Daan de Groot Jules Maenen                      | NED  |        |
| 5      | Hans Pfenninger Heini Müller Max Wirth Oscar von Büren                    | SUI  |        |

### weg

#### individueel
Afstand: 190.4 km
| rang   | sporter(s)          | land | tijd      |
| ------ | ------------------- | ---- | --------- |
| Goud   | André Noyelle       | BEL  | 5:06:03.4 |
| Zilver | Robert Grondelaers  | BEL  | 5:06:51.2 |
| Brons  | Edi Ziegler         | GER  | 5:07:47.5 |
| 4      | Lucien Victor       | BEL  | 5:07:52.0 |
| 5      | Dino Bruni          | ITA  | 5:10:54.0 |
| 6      | Vincenzo Zucconelli | ITA  | 5:11:16.5 |
| 7      | Gianni Ghidini      | ITA  | 5:11:16.8 |
| 8      | Oskar Zeissner      | GER  | 5:11:18.5 |

#### ploegen
De tijden van de 3 best geklasseerde renners per land van de individuele wegwedstrijd werden bij elkaar opgeteld.
| rang   | sporter(s)                                     | land | tijd                          | totale tijd |
| ------ | ---------------------------------------------- | ---- | ----------------------------- | ----------- |
| Goud   | André Noyelle Robert Grondelaers Lucien Victor | BEL  | 5:06:03.4 5:06:51.2 5:07:52.0 | 15:20:46.6  |
| Zilver | Dino Bruni Vincenzo Zucconelli Gianni Ghidini  | ITA  | 5:10:54.0 5:11:16.5 5:11:16.8 | 15:33:27.3  |
| Brons  | Jacques Anquetil Alfred Tonello Claude Rouer   | FRA  | 5:11:19.0 5:11:20.0 5:16:19.1 | 15:38:58.1  |
| 4      | Yngve Lundh Stig Mårtensson Allan Carlsson     | SWE  | 5:12:15.2 5:13:00.0 5:16:19.1 | 15:41:34.3  |
| 5      | Edi Ziegler Oskar Zeissner Paul Maue           | GER  | 5:07:47.5 5:11:18.5 5:24:44.5 | 15:43:50.5  |
| 6      | Hans Andersen Jørgen Rasmussen Poul Østergaard | DEN  | 5:11:18.5 5:14:09.4 5:22:34.1 | 15:48:02.0  |
| 7      | André Moes Roger Ludwig Nicolas Morn           | LUX  | 5:11:19.0 5:11:20.0 5:26:25.0 | 15:49:04.0  |
| 8      | Arend van 't Hof Jan Plantaz Adri Voorting     | NED  | 5:11:19.0 5:16:19.1 5:24:44.6 | 15:52:22.7  |

## Medaillespiegel
| rang   | land             | goud | zilver | brons | totaal |
| ------ | ---------------- | ---- | ------ | ----- | ------ |
| 1      | Italië           | 2    | 2      | 1     | 5      |
| 2      | Australië        | 2    | 1      | 0     | 3      |
| 2      | België           | 2    | 1      | 0     | 3      |
| 4      | Zuid-Afrika      | 0    | 2      | 1     | 3      |
| 5      | Duitsland        | 0    | 0      | 2     | 2      |
| 6      | Frankrijk        | 0    | 0      | 1     | 1      |
| 6      | Groot-Brittannië | 0    | 0      | 1     | 1      |
| totaal | totaal           | 6    | 6      | 6     | 18     |